# Haukur Hilmarsson
Haukur Hilmarsson   (Islàndia, 22 de juliol de 1986 - Afrin, 24 de febrer de 2018) va ser un activista polític islandès.

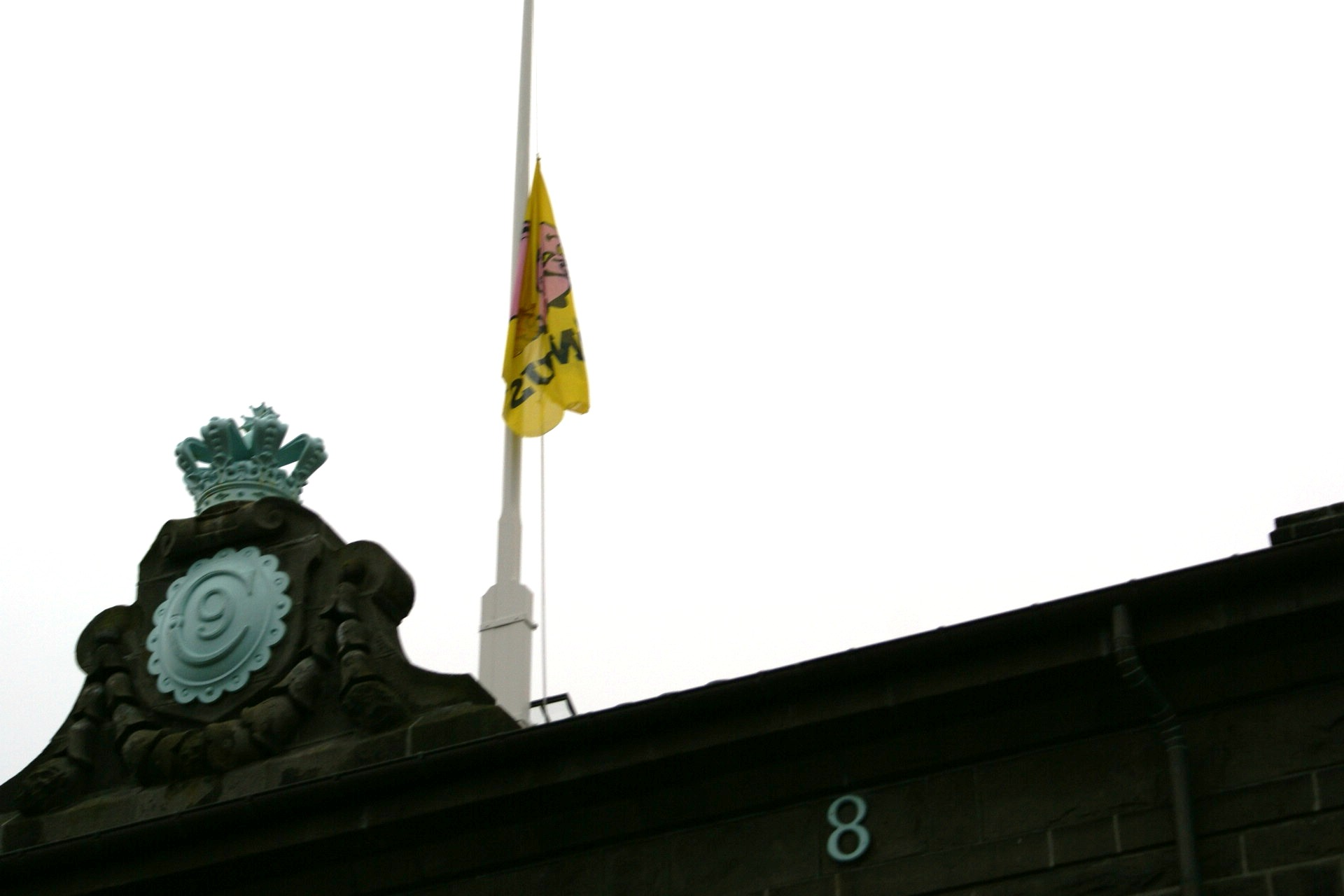
La bandera del supermercat Bónus, aixecada per Haukur, penja sobre l'edifici del parlament islandès.

Haukur era fill de l'activista i escriptora islandesa Eva Hauksdóttir. Va tenir un paper crucial en l'inici d'un moviment pels drets dels refugiats a Islàndia. Va guanyar protagonisme durant les protestes de la crisi financera islandesa de 2009 després de pujar al terrat de la seu del parlament islandès, Alþingishúsið, i hissar la bandera de la cadena de supermercats Bónus al pal de la bandera de l'edifici. La seva detenció dues setmanes més tard va provocar un intent per part d'una multitud de manifestants d'assaltar la seu de la policia islandesa al centre de Reykjavík, on estava detingut i d'on va ser alliberat posteriorment.

## Mort
Haukur va viatjar al Kurdistan de Síria el 2017 i es va unir a una unitat anarquista de la Brigada Internacional d'Alliberament anomenada Unió Revolucionària per a la Solidaritat Internacionalista (RUIS) al costat de les YPG. Va participar en l'alliberament de Raqqa aquell mateix any. El 6 de març de 2018, els mitjans turcs van informar que Haukur havia estat assassinat en un atac aeri turc a Afrin el 24 de febrer. A febrer de 2021, el seu cos no havia estat recuperat.